# Eitr
L'eitr és una substància líquida de la mitologia nòrdica. És la base de tot ésser viu, començant pel primer gegant Ymir, que també fou creat de l'eitr. És una substància molt verinosa en estat pur i per això és produïda per Jormungand i altres serps.

## Etimologia
La paraula eitr existeix en moltes llengues nòrdiques (totes derivades del nòrdic antic): en islandès i feroès eitur, en danès edder i en suec etter. El terme també esta present en altres llengües germàniques com en alemany eiter, en saxó antic ĕtar o en anglès antic ăttor. El significat de la paraula és molt ampli: ‘verinós', ‘maligne’, ‘dolent’, ‘ràbia’, ‘sinistre’.
També es comú utilitzar el terme per fer referència a una serp verinosa.